# Doves
I Doves sono un gruppo alternative rock inglese formatosi a Wilmslow nel 1998.
La band è composta dai gemelli Jez Williams (chitarra) ed Andy Williams (batteria) e da Jimi Goodwin (basso, voce e chitarra). Ha pubblicato 4 album in studio, due dei quali hanno raggiunto il primo posto nella classifica britannica, e una raccolta.

## Storia

### Formazione, Sub Sub: 1985-1998
La formazione dei Doves avviene a Wilmslow, nel Cheshire, dove i fratelli Jez e Andy Williams e Jimi Goodwin si incontrarono a scuola all'età di 15 anni. Jimi Goodwin allora suonava da chitarrista solista in una band chiamata The Risk, i cui altri membri erano Joe Roberts (voce e tastiere), Steve Green (chitarra ritmica), Dermot Ahern (basso) e il cugino di Jimi, Pat Goodwin (batteria), gestiti da Tim Mulryan. I Risk suonavano soprattutto all'Handforth Youth Club e guadagnarono un discreto successo, esibendosi soprattutto nei pub di Manchester come il Gallery  di Peter Street, il Boardwalk di Little Peter Street) e l'International di Anson Road, a Rusholme. Suonavano anche al Tunnel Club, a Greenwich, e al SoapAid. Una demo di 5 tracce fu registrata agli Spirit studios a Manchester.
Nel 1991 i fratelli Williams e Jimi Goodwin formarono un collettivo dance chiamato Sub Sub, che ebbe un discreto successo intorno ai primi anni novanta, specie con il singolo Ain't No Love (Ain't No Use), che guadagnò la terza posizione nella classifica britannica dei singoli. Tuttavia, il successo dei Sub Sub è stato breve; l'incapacità nel saper produrre un secondo lavoro li spinse ritiro. Nel 1995 la band di Ancoats ritornò in studio, abbandonando le proprie radici dance degli esordi e formando un gruppo alternative rock che prese il nome di Doves nel 1998. Il nome "Doves" deriva da una frase che dice "Come le fenici risaliamo dalle nostre ceneri", riferendosi anche alla distruzione dei lavori della loro band precedente, i Sub Sub.

### I Doves: 1998-oggi
La band pubblicò tre EP nel 1998 e nel 1999 che stabilirono un nuovo sound per il gruppo e fece ottenere loro delle critiche moderate.
Il loro album di debutto Lost Souls nel (2000), è stato nominato per il Mercury Music Prize, ma questo titolo è stato rubato dal loro concittadino ed ex collaboratore Badly Drawn Boy. Il secondo album dei Doves The Last Broadcast è stato pubblicato due anni dopo, guadagnando la posizione numero 1 nella classifica degli album in Regno Unito ed è stato di nuovo rinominato per il Mercury Music Prize. L'album contiene il brano There Goes the Fear, che arrivò alla posizione numero 3 nella classifica dei singoli in Regno Unito, nonostante fosse stato cancellato dalla classifica un giorno prima dell'uscita del disco. Nel 2003 uscirono una raccolta di B-sides chiamata Lost Sides, ed un DVD intitolato Where We're Calling From. Il DVD include tutti i loro video musicali per ordine cronologico, compresi anche i video dei singoli live tratti dal tour dei concerti di Lost Souls e Last Broadcast. Nel DVD è stato anche inserito il loro concerto in Cornovaglia all'Eden Project svoltosi nell'estate del 2002.
I Doves registrarono poi Some Cities, il loro terzo album di studio, lontani dall'influenza urbana, in diversi cottage nascosti nelle campagne di Snowdonia nel Galles, di Darlington, in Inghilterra e vicino a Loch Ness, in Scozia. "Dal punto di vista dei testi, il tema della città e del cambiamento iniziò con l'acquisto di un lotto… una cosa strana perché abbiamo registrato e scritto le canzoni in campagna, ma il disco ha cominciato a prendere una reale forma urbana" dice Jimi Goodwin. Some Cities è stato pubblicato nel febbraio del 2005 ed è arrivato dritto alla posizione numero 1 nella classifica degli album in Regno Unito, aiutato da ottime recensioni e dal precedente singolo Black and White Town, che arrivò in sesta posizione nella Official Singles Chart. La canzone Black and White Town è stata ispirata dalla frattura sociale nella loro città natale di Wilmslow. Il 18 giugno del 2005 la band ha aperto il concerto degli U2 al Twickenham Stadium a Londra.
Il quarto album della band, Kingdom of Rust, è uscito il 6 aprile 2009. La title track Kingdom of Rust (pubblicata il 30 marzo) è stato il primo singolo tratto dal disco ed è inserita nella colonna sonora della commedia-horror americana del 2009 Zombieland. Prima della pubblicazione, i Doves hanno offerto il download gratuito del brano di apertura Jetstream, disponibile sul loro sito web. Il 27 gennaio 2009 la band ha annunciato la prima settimana di tour, prevista tra il 12 e il 19 marzo 2009. Gli 11 brani dell'album sono stati descritti da Jez Williams come "schizofrenici, ma... anche stranamente coesivi." Sono seguiti poi i tour nazionali in Gran Bretagna, USA e Canada. Il 12 luglio 2009 la band ha suonato sul palco di Radio 1 per T in the Park e al festival Latitude presso Southwold. Hanno anche suonato assieme al Coro Bulgaro di Londra all'interno degli Electric Proms, nell'ottobre 2009.
Nell'aprile 2010 è uscito il loro primo best of, The Places Between: The Best of Doves.
Il 24 luglio 2014 i fratelli Jez e Andy Williams hanno comunicato di aver formato una nuova band, i Black Rivers.
Nel 2010 la band ha sospeso le proprie attività. Nel 2014 Jimi Goodwin ha pubblicato Odludek, primo album da solista, mentre il 24 luglio dello stesso anno i fratelli Williams hanno ufficialmente fondato i Black Rivers.
Il 3 dicembre 2018 la band ha annunciato la propria ricostituzione per esibirsi al Teenage Cancer Trust, alla Royal Albert Hall di Londra, il 29 marzo 2019. In seguito ha fatto da supporto a Noel Gallagher.
L'11 settembre 2020 la band britannica pubblica The Universal Want che è il quinto album in studio del gruppo. L'album è stato pubblicato da Heavenly Recordings e Virgin/EMI.
The Universal Want è il primo album della band dopo una pausa iniziata nel 2010; Nel frattempo i membri della band hanno perseguito progetti solisti.
Il 4 novembre 2024 la band, attraverso i canali social ufficiali e una campagna pubblicitaria in UK, ha confermato l'uscita del nuovo singolo Renegade, cui seguirà il nuovo album dal titolo "Constellations For The Lonely" con uscita prevista il 14 febbraio 2025 su etichetta EMI North.

## Formazione
- Jimi Goodwin - voce, basso
- Jez Williams - chitarra
- Andy Williams - batteria
- Martin Rebelski - tastiere

## Discografia
- 2000 - Lost Souls
- 2002 - The Last Broadcast
- 2003 - Lost Sides (raccolta)
- 2005 - Some Cities
- 2009 - Kingdom of Rust
- 2010 - The Places Between: The Best of Doves (raccolta)
- 2020 - The Universal Want
- 2025 - Constellations for the Lonely